# 結川麻希
結川麻希（日语：／ Yuikawa Asaki，2月15日—）是日本女性聲優，東京都出身，I'm Enterprise所屬。

## 經歷
日本播音演技研究所出身。2022年4月1日加入I'm Enterprise。
2023年3月，被選為電視動畫《擅長逃跑的殿下》主角北条時行的演出者，也是她首次擔綱主演。

## 人物
在日本播音演技研究所的同期生有井藤智哉、橘杏咲、照井悠希等人。
興趣有音樂、遊戲，特長是室內五人制足球。
具有日本漢字能力檢定準1級的資格。

## 出演作品
※粗體字為主要角色

### 電視動畫
2022年
- IDOLiSH7-偶像星願- Third BEAT!（女性粉絲C）

2023年
- 勇者死了！（夏儂·培特拉爾卡）
- 【我推的孩子】（偶像）
- 香格里拉·開拓異境～糞作獵手挑戰神作～（NPC店員、陽務瑠美、NPC女服務生、店員）
- 我想成為影之強者！ 2nd season（傭人）

2024年
- 卡片戰鬥!! 先導者 Divinez（護士）
- 單人房、日照一般、附天使。（店員）
- 隔壁的妖怪鄰居（杉本睦實[6]）
- 花野井同學與戀愛病（女學生）
- 夜晚的水母不會游泳（真弓）
- WIND BREAKER—防風少年—（土屋美緒）
- 擅長逃跑的殿下（北条時行[3]）
- 曾經、魔法少女和邪惡相互為敵。（女藝人）
- 青春之箱（島崎新菜[7]）

2025年
- 青春特調蜂蜜檸檬蘇打（女學生）
- 我和班上最討厭的女生結婚了。（北条留衣）
- 紫雲寺家的兄弟姊妹（横山罗罗）
- 遊樂場少女的異文化交流（加賀花梨[8]）

### 劇場動畫
2024年
- 成為星星的少女（東由宇[9]）

### 網路動畫
2023年
- GOOD NIGHT WORLD（奈都季）

2024年
- MONSTERS 一百三情飛龍侍極（村民們）

### 遊戲
2022年
- 棕色塵埃（ペストリア）

2023年
- 眾神派對（優姬／伊邪那美）

2024年
- 艦隊Collection（平安丸、Drum（英语：USS Drum (SS-228)））
- 雷納提斯（目黑仁香[10]）

2025年
- 艦隊Collection（大泊（日语：大泊 (砕氷艦)）、Wahoo（英语：USS Wahoo (SS-238)））

### 有聲漫畫
2023年
- 暗號學園的伊呂波（夕方多夕）
- Do Retry（日语：ドリトライ）（大神星）

### PV
- （青瀬夜）

## 外部連結
- I'm Enterprise （页面存档备份，存于）（日語）